# Otočić Bršćak
Otočić Bršćak är en ö i Kroatien.   Den ligger i länet Zadars län, i den södra delen av landet, 200 km söder om huvudstaden Zagreb. Arean är 0,25 kvadratkilometer.
Terrängen på Otočić Bršćak är platt. Öns högsta punkt är 31 meter över havet. Den sträcker sig 0,8 kilometer i nord-sydlig riktning, och 0,5 kilometer i öst-västlig riktning.